# Bombardeio de Durango
O Bombardeio de Durango ocorreu em 31 de Março de 1937, durante a Guerra Civil Espanhola. Em 31 de Março de 1937 os Nacionalistas começaram a sua ofensiva contra a província Republicana de Biscaia. Como parte da ofensiva, a Legião Condor e a Aviazione Legionaria bombardearam a cidade de Durango, uma cidade de 10000 habitantes. Cerca de 250 civis morreram, entre eles um sacerdote e quatorze freiras. Durango foi a primeira cidade europeia indefesa a ser bombardeada. Os Nacionalistas nunca reconheceram sua culpa.